# Vellar
Vellar är en mindre flod i indiska delstaten Tamil Nadu, torrlagd under en del av året. Floden ska under äldre tid ha markerat gränsen mellan Chola- och Pallava-riket.
Vellar rinner upp i Chithri Hills och dess utlopp är i Bengaliska viken nära Chidambaram Taluk. Flodens längd är 193 kilometer. Klimatet kring Vellar är tropiskt monsunklimat.